# Werbőczy István
Werbőczy István (eltérő írásmódban Werbőczí, Verbőczy, Verbőczi) (Verbőc, 1458 – Buda, 1541. október 13.) magyar jogtudós, királyi ítélőmester, királyi személynök, Magyarország nádora, a Tripartitum (Hármaskönyv) című törvénykönyv megalkotója.

## Élete
Werbőczy Osvát és Deák Apollónia fia, 1460 és 1470 között született, valószínűleg Verbőcön (Ugocsa vármegye, ma Verbovec, Nagyszőlősi járás, Ukrajna); újabb írók inkább Alsó-Kerepec községet (Bereg vármegye) vélik születése helyének. Felsőbb tanulmányait valószínűleg Budán, később pedig valamelyik itáliai (bolognai vagy páduai) egyetemen végezte; állítólag Bécsben is tanult. A latin és ógörög nyelv ismerete mellett „eleganter” beszélt németül. Kiváló szellemi képességgel megáldva, az ismeretek minden terén a legelsők közé tartozott. Teológiai és bölcseleti ismerete mellett leginkább az tanúskodik, hogy 1521-ben követségben járván V. Károly német-római császárnál Wormsban (vendégként részt vett a birodalmi gyűlésen), Lutherrel vitába bocsátkozott.

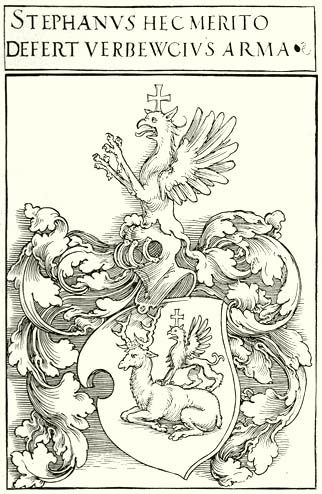
Werbőczy István nemesi címere

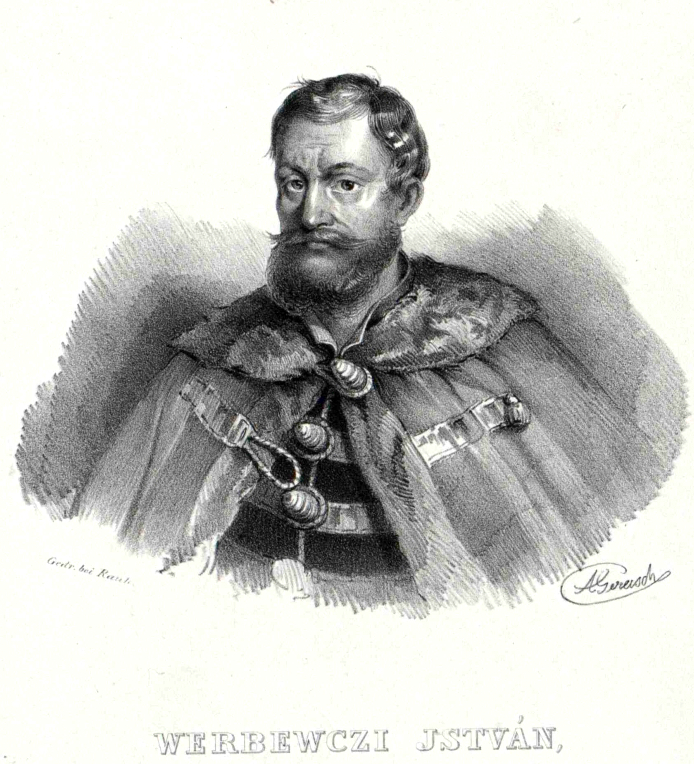
Werbőczy István portréja

A közéleti pályán először Ugocsa vármegyében működött, ahonnan mint országgyűlési követ, az egész ország színe előtt bemutatta tudását és ékesszólását. Az 1498-as, II. Ulászló-féle nevezetes törvények megalkotásában, melyek a köznemesség rohamos térfoglalását jelentik, már kétségtelenül közreműködött, s az a határozat, amelyben II.Ulászló örökös nélküli elhalálozása esetére a nemzet királyválasztási joga, s ahhoz való ragaszkodása nyert kifejezést, egyenesen az ő befolyásának tulajdonítható; előjátéka volt ez az 1505. évi rákosi végzéseknek.  
Az 1500-as és 1501-es országgyűléseken a köznemesség szóvivője és vezére volt. Ő fogalmazta meg azt a királyhoz intézett felterjesztést, amelyben a nemesség sérelmeinek tolmácsolása mellett a főrendek bandériumainak kiállításáról, a főpapok dézsmaszedésének törvényszerű gyakorlásáról kérik a királynak erélyes rendelkezését. Politikai sikereinek azonban egyik legszebbike az 1505. évi rákosi gyűlés híres végzése a nemzeti királyság visszaállítása tárgyában. A köznemesség ragaszkodását Werbőczyhez bizonyítja az a páratlan eset, hogy a hazának és köznek tett jószolgálatai elismeréséül portánként két dénár jutalmat szavazott meg neki az országgyűlés. 
Több korábbi sikertelen próbálkozás után II. Ulászló Werbőczyt bízta meg a magyar joganyag (írott törvények és törvényerejű szokások) összegyűjtésével. Werbőczy a munkával, amelynek a Tripartitum Opus Iuris Consuetudinarii Inclyti Regni Hungariae (szó szerint: Három részből álló mű Magyarország nevezetes királyságának szokásjogáról, népszerű rövid nevén: „Tripartitum”, azaz „háromrészes”), 1514-re készült el, és azt az országgyűlésnek is bemutatta, ahol azt el is fogadták és II. Ulászló is megerősítette, azonban kihirdetésére végül – minden bizonnyal elsősorban a főnemesek sikeres szabotázsának eredményeképpen - nem került sor, így formálisan nem vált törvénnyé. Egyébként - mint az művének címéből is kitűnik – maga Werbőczy is a szokásjog elsőbbségét hirdette, olyannyira, hogy a "régi jó szokásnak" nemcsak törvénypótló (azaz írott jogi szabályozás hiányában érvényesülő, az írott jog hézagait kitöltő) és törvénymagyarázó, hanem törvényrontó erőt (desuetudo) is tulajdonított. 
A túlnyomórészt a nemesi magánjogot és büntetőjogot magában foglaló rendelkezések mellett jogelméleti és közjogi (alkotmányjogi) fejtegetésekkel is átszőtte a könyvét. A köznemesi párt vezéralakjaként kiállt az „egy és azonos nemesi szabadság” (una eademque libertas) eszméje, azaz a nemesi jogegyenlőség mellett, egyben megfogalmazta a Szent Korona-tan rendi értelmezését (a koronaeszmét ötvözve az organikus állameszmével), mely szerint a Szent Korona, mint a szuverenitás megtestesítőjének égisze alatt organikus egységbe forr a király (mint fő) a nemzettel (a nemesség mint „karok”). A király a nemzet (ténylegesen a korabeli felfogás szerint a nemesek) megkérdezése nélkül nem alkothat törvényeket. A király emelhet nemtelent nemessé, viszont a nemzet (nemesség) dönt arról, ki legyen a király. Mivel a Tripartitum kihirdetése végül az említett okok miatt elmaradt, Werbőczy úgy döntött, hogy azt saját költségén nyomtatja ki (erre 1517-ben Bécsben került sor) és küldi körbe az országban. Döntése olyannyira sikeresnek bizonyult, hogy 1848-ig a magyar jog legfontosabb forrása volt, egyes (magánjogi) rendelkezéseit pedig egészen az első magyar Polgári Törvénykönyv, az 1959. évi IV. törvény (1960. május 1-jei) hatályba lépéséig alkalmazták a bíróságok.
II. Lajos uralkodása első éveiben Werbőczy többnyire külföldön tartózkodott. 1517-ben királyi személynök lett és különböző diplomáciai megbízásokat kapott az Országgyűléstől. A török támadások veszedelme egyre fenyegetőbbé vált, ezért Werbőczy Velencében, Rómában, Wormsban, majd Nürnbergben járt, mindenütt a török elleni segély kieszközlése érdekében fáradozott, de küldetése nem járt sikerrel. Nem is járhatott, mert Nyugat-Európa – a kibontakozó reformáció által okozott forrongások mellett – épp az itáliai háborúk lázában égett. Az angol és francia királyok, a német-római császár (egyben spanyol király), valamint a pápa és az itáliai államok hadai kis megszakításokkal, gyakran szövetségeseket is váltva, folyamatosan harcoltak Itália uralmáért. Visszatérve, az országot a legnagyobb zűrzavarban találta. A pártküzdelmek utolsó fázisa az 1525. június 24-ére hirdetett országgyűlésen következett be, amely Werbőczyt emlékezetes nagy beszéde után Magyarország nádorává megválasztotta, a nagyurak azonban megbuktatták. A mohácsi vész alatt egyik felső-magyarországi várában, Dobronyán élt visszavonulva.
Szapolyai János királlyá választásakor kancellárjává és tanácsosává tette. Megjárta időközben Konstantinápolyt is királya érdekében, aki halála esetére, fia egyik gyámjául őt nevezte ki. Mindamellett politikai fontossága nem volt a jelentős tényezők sorában. 
Bírói pályán kezdte közéleti szereplését, és ott is végezte. Werbőczy Budavár első megszállása után is helyén maradt, elvállalta a renegát szerepét. A szultán kinevezte a meghódolt keresztények bírájává, tíz forint napidíjjal. Azonban békétlenségével, veszekedéseivel a szultán haragját vonta a fejére, ezért a „tiszteletére” rendezett lakomán, 1541-ben Budán, 83 éves korában feltételezhetően megmérgezték.
Különös fintora a sorsnak, hogy bár Werbőczy István híres gyűjteményében (Tripartitum) a zsidókról így ír: „az üdvösséggel ellenkező kiváltságaik vannak”, hamvai mégis az akkori budai zsidó temetőben (a mai Alagút utca–Pauler utca–Attila út közti területen) porladnak.
Fiával, Imrével a család férfiága kihalt. Leánya, Erzsébet az Aspremont grófi ház egyik őse.

## Emlékezete
- 1908. december 15-én a budapesti Kígyó téren (Felszabadulás tér, Ferenciek tere), az északi Klotild palota előtt felállították kőszobrát, Donáth Gyula szobrász és Seenger Béla kőfaragó alkotását. A szobrot 1945 májusában ledöntötték.[5]
- 1892-ben a Krisztinavárosban megnyitották az új Werbőczy István Gimnáziumot, melyet 1946-ban Petőfi Sándor Gimnáziumra neveztek át.
- 2014-ben, a Magyar Posta a Tripartitum kiadásának 500. évfordulójára bélyegkisívet bocsátott ki.

## Munkája
- Tripartitum opus iuris consuetudinarii inclyti regni Hungariae az 1514. országgyűlésnek lett bemutatva, melynek LXIII. cikkében a mű átvizsgálása is elrendeltetett
- Latinul: Bécs 1517, 1545, 1561, 1572, 1581, Nagyszombat 1740, 1753, Kolozsvár 1762, Eger 1776, Buda 1822
- Magyarul: Magyar Decretum, Kyt Weres Balas a deákbol tudni illyk. a Werbewczy Istwan Decretumábol, melyet tripartitomnak neweznek, Magyarra forditot. Vadnak tovabba ez Decretomnak elotte egy nehany iroth articulusok, kyket azon Weres Balas a regi királyok Decretomibol toruynhez valo jeles dolgokat ky szedegeteth… Debreczen, 1565
- Újabb kiadásai: Kolozsvár 1571, Bártfa 1642, Kalocsa 1773, Pozsony és Kassa 1779, Pozsony és Pest 1802, 1806, Pest 1830
- 1844, kiadta a M. Tudom. Akadémia, 2. kiadás, 1864, 3. kiadás: Werbőczy István Hármas könyve. Az eredetinek első kiadása után fordították, jogi műszótárral és részletes tárgymutatóval ellátták Kolosvári Sándor és Óvári Kelemen. Bpest, 1894 (Ez a kiadás a Tudománytár sorozatban 1990-ben újra megjelent)
- Okolicsányi János, Tripartiti Operis compendrum rhytmis vulgaribus, Bártfa, 1636 és Lőcse 1648
- Szentgáli N. Ferenc, W. I. Törvénykönyvének Compendiuma közönséges magyar versekbe foglalva. Kolozsvár, 1701 és 1798
- Gr. Lázár János, versus Mnemonici, Nagyszeben 1744, 1769. Latinul és magyarul: Kolozsvár 1572, 1698, Debrecen 1611, 1639, Bártfa 1632, 1643, Lőcse 1637, 1660, Csiki Kolostor nyomdája 1745. Az eredeti kiadás latin szövegét közölte, magyarra fordította, jegyzetekkel és a mű történetének megírásával kísérte Csiky Kálmán.
- Budapest, 1894
- Németül: Bécs 1599, fordította Wagner Ágoston
- Horvátul: 1574, fordította Pergossich Iván Nedelisch

## Galéria

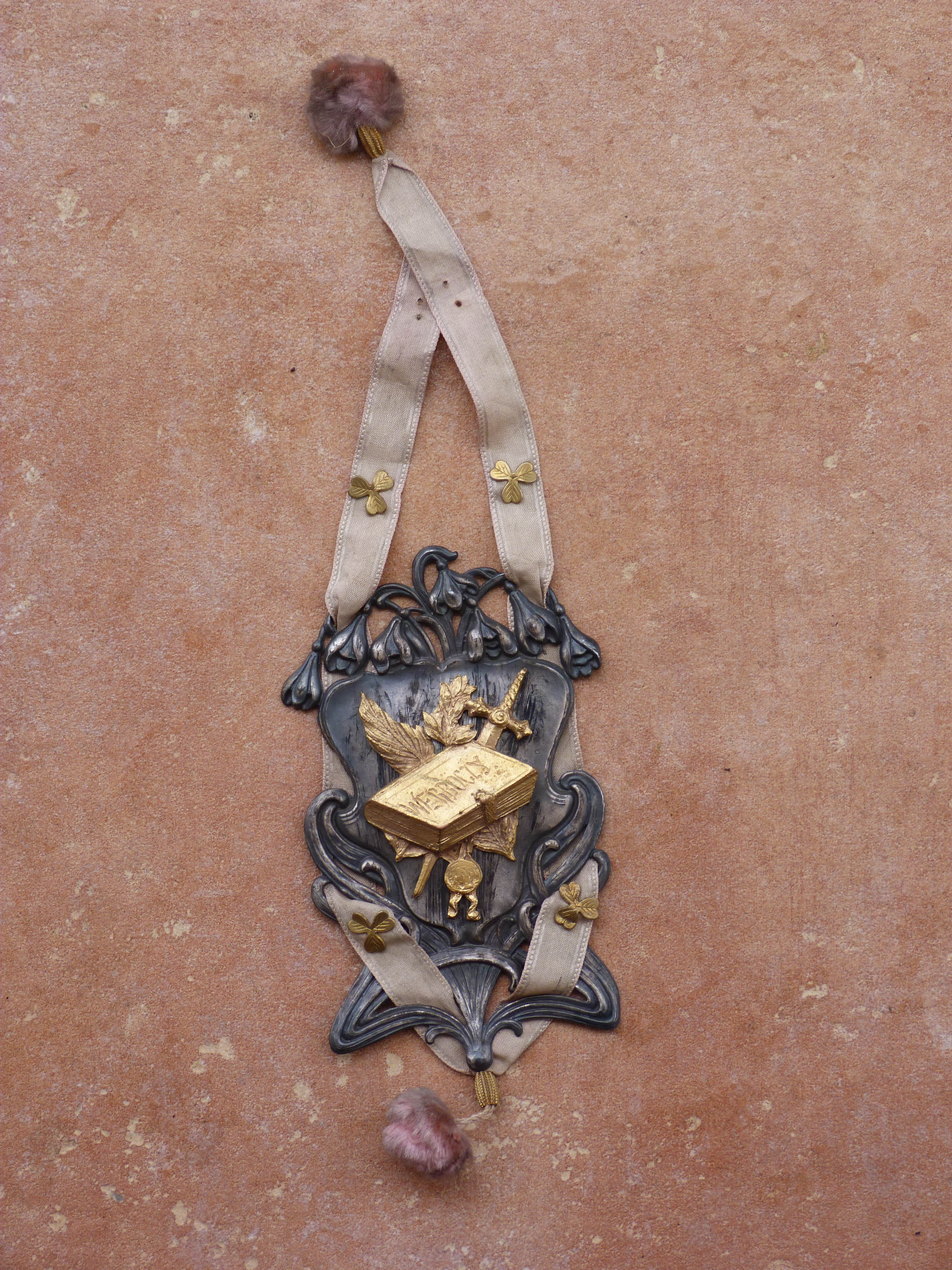
Werbőczy István emléklap
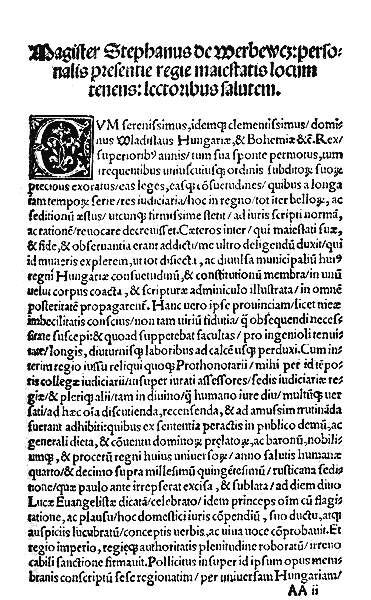
Werbőczy előszava a Tripartitum első kiadásához
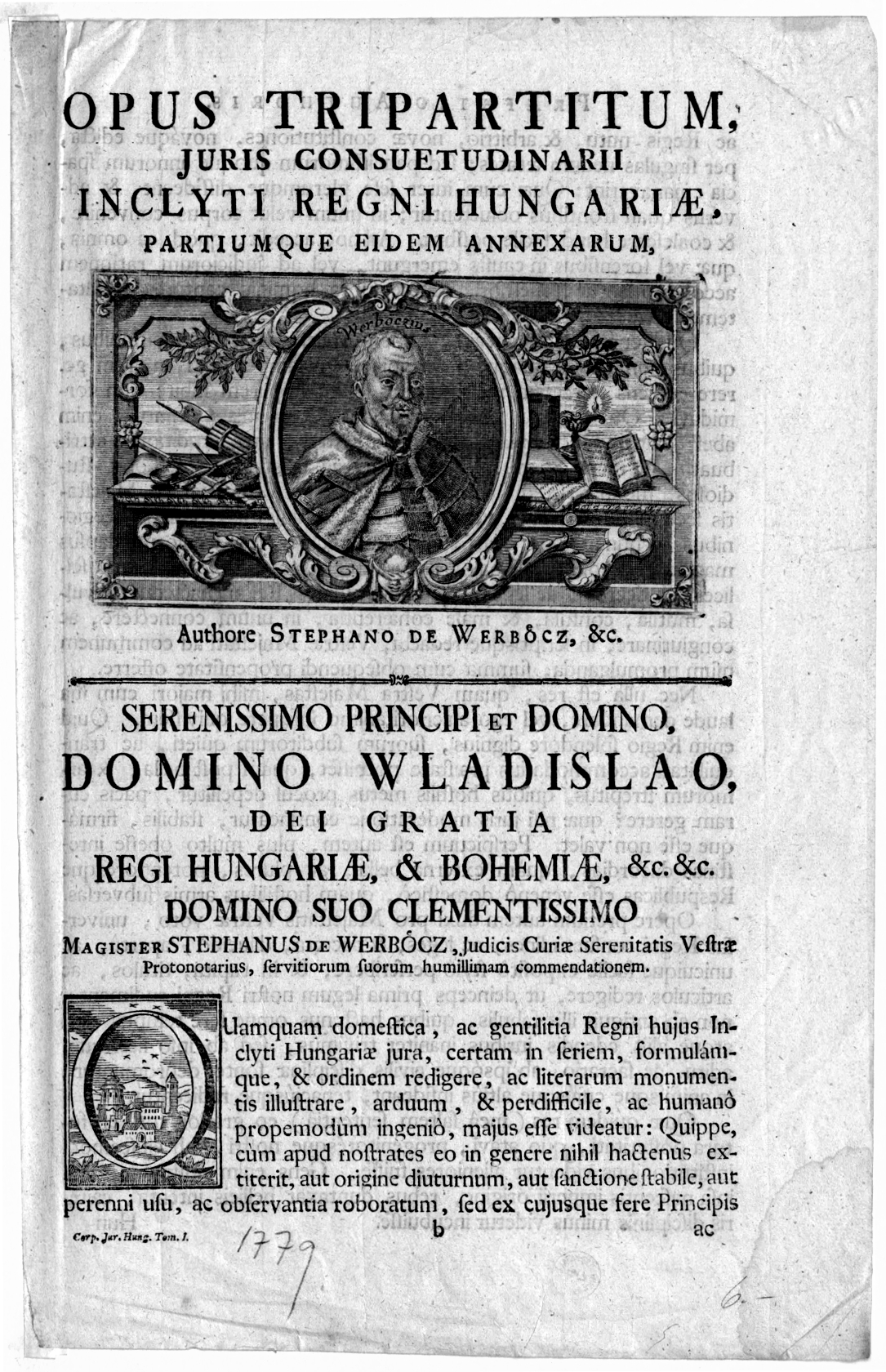
Opus Tripartitum Nemes Magyarország Szokásjogának Hármaskönyve, 1779